# Flugunfall bei Borki
Der Flugunfall bei Borki (Russland) ereignete sich am 1. März 2003. An diesem Tag stürzte eine mit 25 Insassen massiv überladene Let L-410UVP während eines Fallschirmsprungfluges ab, nachdem sich durch Fallschirmabsprünge der Schwerpunkt der Maschine verlagert hatte und die Let daraufhin unkontrollierbar wurde. Bei dem Unfall kamen 11 Personen ums Leben.

## Flugzeug
Bei der betroffenen Maschine handelte es sich um eine Let L-410UVP aus tschechoslowakischer Produktion. Die L-410 hatte sich in einer Ausschreibung des Rates für gegenseitige Wirtschaftshilfe (RGW) gegen die sowjetische Berijew Be-32 durchgesetzt und kam daher bei Fluggesellschaften aus fast allen Mitgliedsländern des RGW zum Einsatz.  Die Maschine wurde 1983 gebaut und trug die Werknummer 831109 sowie die Seriennummer 11-09. Die Maschine wurde am 1. Oktober 1983 an die Aeroflot erstausgeliefert, wo sie mit dem Luftfahrzeugkennzeichen CCCP-67418 in Betrieb ging. Im Jahr 1993 ging die Maschine mit dem neuen Kennzeichen RA-67418 bei der Fluggesellschaft Enisej in Betrieb. Am 8. Mai 2002 wurde die Maschine mit dem Luftfahrzeugkennzeichen 02013 ФЛА РФ auf den Borki Air Club zugelassen. Das betroffene Flugzeug gehörte Herrn Yu. M. Kabanov, stellvertretender Direktor des Luftfahrtkomplexes Mjatschkowo (AKM), und wurde vom Flugklub Borki genutzt. Das zweimotorige Regionalverkehrsflugzeug war mit zwei Turboprop-Triebwerken des Typs Walter M601E ausgestattet.

## Passagiere und Besatzung
Den Fallschirmsprungflug hatten 23 Passagiere angetreten. Es befand sich eine zweiköpfige Besatzung an Bord der Maschine, bestehend aus einem Flugkapitän und einem Ersten Offizier.

## Unfallhergang
Die Let 410 war an Fallschirmsprüngen vom Flugplatz Borki beteiligt. Am Tag des Unfalls bestiegen 23 Fallschirmspringer die Let 410. Dies war illegal, da die maximal erlaubte Zahl von Fallschirmspringern in diesem Flugzeugtyp 12 beträgt und die Sitze seitlich angebracht sind. In diesem Fall saßen fast alle Fallschirmspringer auf dem Boden des Flugzeugs, einer besetzte sogar die Toilette. Infolgedessen war das Flugzeug mit 618 kg überladen und der Schwerpunkt lag vermutlich bei ca. 32 %, während der maximale hintere Schwerpunkt bei ca. 28 % lag.
Nachdem die Besatzung eine Höhe von 3600 bis 3800 Metern erreicht hatte, begann sie, die Fluggeschwindigkeit zu reduzieren. Gemäß den festgelegten Anforderungen sollte das Absetzen erst nach Ausfahren der Landeklappen auf 15° und mit einer Geschwindigkeit von mindestens 180 km/h erfolgen. Bei der Untersuchung wurde später festgestellt, dass sich die Landeklappen des Flugzeugs in der eingefahrenen Position befanden, als das Flugzeug mit dem Boden kollidierte. In einer Höhe von etwa 3.900 Metern bereiteten sich elf Fallschirmspringer darauf vor, vom Flugzeug abzuspringen. Als vier von ihnen abgesprungen waren, verlagerte sich der Schwerpunkt weiter nach hinten (vermutlich auf ca. 35 %), wodurch sich der Nickwinkel der Let erhöhte. Es wurde ein überkritischer Anstellwinkel erreicht und es kam an der linken Tragfläche zum Strömungsabriss. Das Flugzeug geriet ins Trudeln, rollte nach links und geriet außer Kontrolle. In 2.000 Metern Höhe versagte die hintere Rumpfsektion, nacheinander brachen durch die Strukturüberlastung die Tragflächenendspitzen, die linke und rechte Hälfte der Heckflossen und der hintere Rumpf. Mehrere Fallschirmspringer wurden durch den auseinanderbrechenden Rumpf herausgeschleudert und die Maschine stürzte auf einem Feld ab.

## Ursache
Das Zwischenstaatliche Luftfahrtkomitee übernahm nach dem Unfall die Untersuchungen zur Unfallursache.
Aufgrund des Fehlens eines Transportorganisationsdienstes auf dem Flugplatz Borki wurde die Größe der Flugzeugladung weder ermittelt noch dokumentiert. Auf dem Flugplatz Borki durften keine Flugzeuge des Typs L-410 betrieben werden. Entgegen den festgelegten Anforderungen befanden sich 23 Fallschirmjäger an Bord des Flugzeugs, wobei die maximal zulässige Anzahl von Fallschirmspringern in der Fallschirmsprungflugzeugkonfiguration nicht mehr als 12 Personen betrug. Bei der Untersuchung wurde festgestellt, dass sich nur drei der an Bord befindlichen Fallschirmspringer auf Sitzen befanden, die an der Steuerbordseite im vorderen Teil der Kabine angebracht waren. Die restlichen 20 Fallschirmspringer befanden sich auf dem Boden des Fahrgastraums, darunter zwei Fallschirmjäger, die sich hinter der Trennwand zwischen Fahrgastraum und Toilette befanden, ein Fallschirmjäger befand sich in der Toilette.
Infolge von Verstößen der Flugzeugbesatzung und der Beamten der Bodenflugunterstützungsdienste auf dem Flugplatz Borki überschritt das bei der Untersuchung festgestellte Abfluggewicht des Flugzeugs das zulässige, zuvor festgelegte Gewicht um 618 kg. Der Start hätte bei etwa 32 % liegen können (maximale Heckausrichtung 28 %). Der Verstoß gegen die Beladungsvorschriften des Flugzeugs hatte unmittelbare Auswirkungen auf den Ausgang des Fluges.
Die Ursache der Katastrophe war eine Kombination der folgenden Faktoren:
- unbefriedigende Organisation der Flüge im ZAO Luftfahrtkomplex Mjatschkowo;
- mangelhafte Organisation von Fallschirmsprüngen und Ausbildung der Besatzung der Maschine, die gegen geltende Regeln und Beschränkungen verstieß;
- Verstoß der Flugzeugbesatzung und des Betreibers gegen betriebliche Beschränkungen der maximalen Anzahl von Fallschirmspringern
- Flug mit einer Geschwindigkeit, die höchstwahrscheinlich unter der minimal zulässigen Fluggeschwindigkeit bei eingefahrenen Auftriebshilfen lag, was in Kombination mit einer erheblich ungleich verteilten Ladung über die hinterste Grenze hinaus dazu führte, dass das Flugzeug überkritische Anstellwinkel erreichte und es zum Strömungsabriss kam
- Verstöße der Flugzeugbesatzung gegen die Beladungs- und Ausrichtungsstandards des Flugzeugs bei Untätigkeit der Bodenflugunterstützungsdienste, was dazu führte, dass der Flug mit einem überladenen Flugzeug durchgeführt wurde und die Betriebsgrenzen für die maximale Heckausrichtung erheblich überschritten wurden